# Lancaster University
Lancaster University – brytyjska uczelnia publiczna z siedzibą w Lancasterze. Została założona w 1964 roku.